# Nobody Home
Nobody Home (del Inglés, Nadie en casa) es una canción escrita por Roger Waters, grabada y publicado por la banda de rock progresivo Pink Floyd, lanzado el 30 de noviembre de 1979, cómo parte del álbum "The Wall" y en la película "Pink Floyd: The Wall". En la canción «Pink» describe su vida aislada dentro del muro mental creado por él mismo. No tiene a nadie a quién hablarle y lo único que posee son sus cosas materiales. La canción describe lo que Waters dice haber vivido durante el tour de 1977 (el primer tour de la banda en grandes estadios). Adicionalmente, la canción contiene algunas referencias al miembro fundador, Syd Barrett. La canción fue escrita luego de la discusión entre Waters, Gilmour y el coproductor Bob Ezrin durante la producción de The Wall, en la que Gilmour y Ezrin trataban de convencer a Waters de incluir otra canción en el álbum. Waters, entonces, escribió «Nodody Home» y la presentó, dos días después, a la banda. Fue la última canción que se escribió de The Wall. En el 30.º aniversario de The Wall, en el episodio del In the Studio with Redbeard (show de radio de EE. UU.), David Gilmour reveló que «Nobody Home» era una de sus canciones preferidas del álbum.

## Personal
- Roger Waters - voces,[1] VCS3[2]
- David Gilmour - bajo[2]
- Richard Wright - sintetizador Prophet-5[2]
- Bob Ezrin - piano[2]
- Orquesta de Nueva York - secciones de cuerdas y vientos metales[2]

## Versiones cover
- En el álbum Fantasies (2009) de Metric, uno de los bonus tracks pre-ordenados era James Shaw tocando una versión solo de piano de la canción.